# أل بيكر (لاعب كرة قاعدة)
أل بيكر (بالإنجليزية: Al Baker) هو لاعب كرة قاعدة أمريكي، ولد في 28 فبراير 1906، وتوفي في 6 نوفمبر 1982.

## وصلات خارجية
- أل بيكر على موقعبيزبول رفرنس.كوم (الدوري الرئيسي) (الإنجليزية)
- أل بيكر على موقعبيزبول رفرنس.كوم (الدوري الثانوي) (الإنجليزية)
- أل بيكر على موقع جمعية أبحاث البيسبول الأمريكية (الإنجليزية)
- أل بيكر على موقع مشجعي الرسوم البيانية (الإنجليزية)